# Andreas Müller (Fußballspieler, 1971)
Andreas Müller (* 11. Dezember 1971) ist ein deutscher Fußballspieler und -trainer.

## Leben
Der Mittelfeldakteur spielte in seiner Karriere zuerst für Borussia Dortmund, durchlief die Jugendmannschaften des Vereins und wurde in der U19-Mannschaft eingesetzt. Für Borussia Dortmund II absolvierte er in der Oberliga Westfalen zwölf Partien. Zur Spielzeit 1990/91 wurde er an den Zweitligisten TSV Havelse ausgeliehen, bei dem er in 16 Spielen 3 Tore erzielte. Nach seiner Rückkehr zur Borussia im Juli 1991 wechselte er einen Monat später zur SG Wattenscheid 09. Bei Wattenscheid kam er einmal im DFB-Pokal zum Einsatz, als er bei der Niederlage gegen Borussia Mönchengladbach in der 2. Runde am 16. August 1991 in der 65. Minute für Uwe Tschiskale eingewechselt wurde. Im Juli 1993 folgte dann sein Wechsel zu Arminia Bielefeld, wo Müller Ende Juni 1994 seine Karriere beendete.
Später wurde er Trainer des Landesligisten SG Phönix Eving. Nach einer Niederlage trat er Ende März 2009 trat er als Trainer zurück, blieb aber als Spieler im Verein.